# The Reward of the Faithless
The Reward of the Faithless è un film muto del 1917 diretto da Rex Ingram che firmò anche la sceneggiatura basata su un soggetto di E. Magnus Ingleton. Prodotto e distribuito dalla Bluebird Photoplays, aveva come interpreti Claire Du Brey, Betty Schade, Wedgwood Nowell, Nicholas Dunaew, Dick La Reno.

## Trama
La principessa Dione salva Katerina Vlasoff da un padre violento, ignorando che la ragazza ha avuto una relazione con suo marito, Guido Campanelli. Ma quando si ammala gravemente, Dione viene a conoscenza di quel tradimento. La principessa, allora, cade in trance, ma il suo stato induce tutti in errore e lei viene creduta morta. Viene salvata dalla bara da Feodor Strogoff, un suo ex pretendente che la porta via con sé. I due si recano insieme in Francia e lei, cambiato nome, diventa la donna più bella e famosa di Parigi. Guido, quando rivede la moglie, non la riconosce, ma resta affascinato anche lui, come tutti, da quella donna misteriosa. Lei, per cedergli, esige come condizione che lui le consegni l'anello di smeraldo che era appartenuto alla sua prima moglie. Per darglielo, Guido è costretto ad andare a prenderlo a casa, dove, quando ritorna nella casa ormai vuota, viene avvicinato da una figura spettrale: è Dione, vestita del proprio sudario, che terrorizza il fedifrago. Guido, in preda al panico, indietreggia davanti a quello che crede un fantasma fino alla scogliera, cadendo poi nel precipizio. Dopo la sua morte, Dione, vendicata, torna a riunirsi a Feodor.

## Produzione
Il film, prodotto dalla Bluebird Photoplays (Universal Film Manufacturing Company), venne girato negli Universal Studios. In origine, interprete della principessa Dione doveva essere l'attrice Cleo Madison.

## Distribuzione
Il copyright del film, richiesto dalla Bluebird Photoplays, Inc., fu registrato il 20 gennaio 1917 con il numero LP10039.
Distribuito dalla Bluebird Photoplays (Universal Film Manufacturing Company), il film uscì nelle sale statunitensi il 12 febbraio 1917.
Frammenti della pellicola sono conservati negli archivi londinesi del BFI/National Film And Television Archive.